# Bote-Majhi jezik
Bote-Majhi jezik (ISO 639-3: bmj), indoiranski jezik uže indoarijske skupine u zoni Istok kojim govori oko 11 000 ljudi (1991 popis), pripadnika etničke grupe Bote (Pani, vodeni Bote i Pakhe, kopneni Bote, na obalama rijeke Narayani i njezinih pritoka u nepalskim zonama Narayani i Gandaki.
Bote rade kao čamdžije uz rijeke ili su ribari. Osim svog vlastitog jezika u upotrebi su i nepalski [nep] ili bhojpurski [bho].

## Vanjske poveznice
- Ethnologue (14th)
- Ethnologue (15th)